# Jean Antoine Pierre Mévolhon
Pour les articles homonymes, voir Mévolhon.
Jean Antoine Pierre Mévolhon, né le 21 janvier 1757 à Sisteron et mort le 16 octobre 1836 à Cachan, est un homme politique français, député aux États généraux de 1789 et à l’Assemblée constituante (1789-1791).

## Biographie
En 1779, il est avocat au parlement de Provence, à Aix, puis obtient l’office de receveur de la viguerie de Sisteron. Il est élu député du Tiers État de la sénéchaussée de Forcalquier aux États généraux de 1789. Il prête le serment du Jeu de paume et vote comme le reste du Tiers.
À la fin de son mandat, il est à nouveau receveur des impôts du district de Sisteron jusqu’en 1793, avant d’être dénoncé pour complot. Il s’enfuit, gagne Paris et obtient une mission auprès des armées. Durant l’été et l’automne 1793, il traverse la France, avant que Dherbez-Latour ne le décrète d’arrestation. Après la chute de Robespierre, il sort de sa cachette à Paris, et obtient du comité de sûreté générale la levée de ce mandat d’arrêt le 30 thermidor An II et celle des scellés posés sur ses biens.
Le 26 pluviôse An IV, il est arrêté car soupçonné de participation à la journée révolutionnaire royaliste du 13 vendémiaire. Libéré de ces soupçons, il est inspecteur des convois militaires, puis des subsistances militaires. Sous le Consulat, il est président du tribunal de Sisteron, puis devient chef de légion de la garde nationale à Paris.
Il est fait baron de l'Empire en 1810.

## Famille
De son mariage le 21 février 1791 à Saint-Omer, avec Henriette Josèphe Maguire ou McGuire (1769-1830), il eut :
- Antoinette (1782-1853), mariée avec Jean-Pierre Chovet (1782-1853), 2e baron de La Chance, dont postérité ;
- Jeanne Antoinette Louise Jenny (1795-1865), mariée, le 27 avril 1816 à Paris IXe, avec Auguste Petit, 2e baron de Beauverger (1782-1858), préfet, officier de la Légion d'honneur[1], dont postérité.

## Armoiries
| Figure | Blasonnement |
|        | Armes du baron Jean Antoine Pierre Mévolhon (1810) D'hermine, chapé de gueules ; au canton des Barons Membres du Collège électoral brochant. |